# Louise Lévèque de Vilmorin
Louise Lévêque de Vilmorin (Verrières-le-Buisson, 4 aprile 1902 – Parigi, 26 dicembre 1969) è stata una scrittrice, poetessa e sceneggiatrice francese.

## Biografia
Nata nel castello dei Vilmorin, celebre famiglia di botanici, da Philippe de Vilmorin e Charles François Marie Joseph de Dortan. Si fidanzò nel 1923 con Antoine de Saint-Exupéry ma sposò nel 1925 uno statunitense, Henry Leigh Hunt, con cui andò ad abitare a Las Vegas, in Nevada. Da questa unione nacquero tre figli: Jessie, Alexandra e Éléna. Divorziata da Hunt, si risposò nel 1938 con il conte Paul Pálffy ab Erdöd dal quale divorziò nel 1943. Questi anni sono per Louise « les plus belles de [sa] vie.» Diviene a partire dal 1942 l'amante di Paul Esterházy de Galántha e poi di Duff Cooper, ambasciatore della Gran Bretagna in Francia. Per ultimo, si legò ad un amore di gioventù, André Malraux.
Louise de Vilmorin pubblicò il suo primo romanzo, Sainte-Unefois, nel 1934, su incoraggiamento di André Malraux, a cui seguirono Fiançailles pour rire (1939), Julietta (1951) e Madame de… (1951).
Pubblicò anche alcune raccolte di poesie come Le Sable du Sablier (1945) e L'Alphabet des aveux (1954).
Francis Poulenc la paragona a Paul Éluard ed a Max Jacob. Affermava che le sue poesie sono « une sorte d'impertinence sensible, de libertinage, de gourmandise qui prolongeait dans la mélodie ce que j'avais exprimé, très jeune, dans Les Biches avec Marie Laurencin. »
Scrisse le sceneggiature ed i dialoghi di numerosi film (tra cui Les Amants e La Française et l'Amour) ed ha fatto qualche apparizione in pellicole come Amélie ou le Temps d'aimer (1961) di Michel Drach e Teuf-teuf (1963) di Georges Folgoas.
La de Vilmorin intrattenne un'importante corrispondenza, soprattutto con Jean Cocteau, Diana e Duff Cooper. Parti di queste corrispondenze sono conservate presso la Biblioteca nazionale di Francia, la Bibliothèque littéraire Jacques Doucet, la Bibliothèque historique de la Ville de Paris e la fondazione Bernard Berenson presso villa I Tatti, Firenze.

## Opere
Romanzi
- Sainte-Unefois (1934)
- La Fin des Villavide (1937)
- Le Lit à colonnes  (1941)
- Le Retour d'Erica (1948)
- Julietta (1951)
- Madame de... (1951), (I gioielli di Madame de***, trad. di Ugo Dettore,  Milano : Rizzoli, 1953; poi Palermo : Sellerio, 1993)
- Les Belles Amours (1954)
- Histoire d'aimer (1955)
- La Lettre dans un taxi (1958) (Lettera in un taxi, a cura di Giuseppe Scaraffia,  Palermo : Sellerio, 2000)
- Migraine (1959)
- Le Violon de Crémone (1960)
- L'Heure maliciôse (1967)
- Le Lutin sauvage (1971) - postumo

Raccolte poetiche
- Fiançailles pour rire (1939)
- Le Sable du sablier (1945)
- L'Alphabet des aveux (1954), illustrazioni di Jean Hugo
- Carnets (1970) - postumo
- Poèmes (1970), prefazione di André Malraux - postumo
- Solitude, ô mon éléphant (1972) - postumo

Saggi
- Vision sur Kischka (1966), con Robert Rey e Henri Gineste
- Lolette - su Lola Montès
- Mémoires de Coco (Coco Chanel, traduzione di Maria Delogu, Palermo : Sellerio, 2007)

Cinema
- Il paese di Paperino (Une fée... pas comme les autres) (1956) di Jean Tourane - Sceneggiatura
- Les Amants (1957) di Louis Malle - Dialoghi[3]
- La Française et l'Amour (1960), sketch L'Adolescence  di Jean Delannoy - Sceneggiatura e dialoghi
- Le Petit Garçon de l'ascenseur (1962) di Pierre Granier-Deferre - Dialoghi
- Le schiave esistono ancora (1964) di Maleno e Roberto Malenotti - Dialoghi[4]
- Storia immortale (1968) di Orson Welles - Sceneggiatura[5]